# Afrocandezea annikae
Afrocandezea annikae es un coleóptero de la familia Chrysomelidae. Fue descrita científicamente por primera vez en 2007 por Scherz & Wagner.